# النادره (السياني)

تعديل مصدري - تعديل

النادره إحدى حارات مدينة السياني بمحافظة إب، بلغ تعداد سكانها 145 نسمة حسب تعداد اليمن لعام 2004.